# Rho Scorpii
Rho Scorpii (ρ Scorpii, förkortat Rho Sco, ρ Sco), som är stjärnans Bayerbeteckning, är en dubbelstjärna belägen i den västra delen av stjärnbilden Skorpionen. Den har en skenbar magnitud på +3,87 och är synlig för blotta ögat. Baserat på parallaxmätningar befinner den sig på ett avstånd av 472 ljusår (ca 145 parsek) från solen. På det avståndet reduceras stjärnans skenbara magnitud med 0,07 på grund av skymning av interstellärt stoft.

## Egenskaper
Den primära komponenten Rho Scorpii A är en ensidig spektroskopisk dubbelstjärna med en omloppsperiod på 4 dygn och en excentricitet på 0,27. Paret uppvisar spektrumet av en blåvit underjätte av typ B med spektralklass B2 IV. Den har en beräknad massa som är nästan 8 gånger den hos solen och utstrålar energi motsvarande 3,432 gånger solens ljusstyrka. En tredje stjärna, komponent B, med en skenbar magnitud på 12,80 ligger separerad med 38,40 bågsekunder längs en positionsvinkel på 95° noterat år 2000.
Rho Scorpii är medlem i Upper Scorpius OB-föreningen.